# Myiarchus nugator
El copetón de Granada o atrapamoscas de Granada (Myiarchus nugator) es una especie de ave paseriforme de la familia Tyrannidae perteneciente al numeroso género Myiarchus. Es endémico del sur de las Antillas menores en el Mar Caribe. 

## Distribución y hábitat
Se encuentra en Granada y en San Vicente y las Granadinas.
Esta especie es considerada común en sus hábitats naturales: los bosques húmedos de tierras bajas subtropicales o tropicales y los bosques secundarios; las áreas abiertas alrededor de establecimientos humanos, especialmente cerca de palmeras. Desde el nivel del mar hasta los 900 m de altitud.

## Sistemática

### Descripción original
La especie M. nugator fue descrita por primera vez por el ornitólogo estadounidense Joseph Harvey Riley en 1904 bajo el nombre científico de subespecie Myiarchus oberi nugator; su localidad tipo es: «Granada, Indias Occidentales».

### Etimología
El nombre genérico masculino «Myiarchus» se compone de las palabras del griego «μυια muia, μυιας muias» que significa ‘mosca’, y «αρχος arkhos» que significa ‘jefe’; y el nombre de la especie «nugator», en latín significa ‘tonto’.

### Taxonomía
Antes fue considerada como una subespecie de Myiarchus tyrannulus de quien se diferencia muy poco morfológicamente; sin embargo los experimentos de «playback» sugieren que la diferencia de vocalización es suficiente para garantizar el status de especie separada. Es monotípica. Las similitudes de vocalización y morfología sugieren que la presente especie es más proxima de Myiarchus magnirostris, Myiarchus tyrannulus y Myiarchus crinitus.